# Slavoj Nejdl
Slavoj Nejdl (6. červen 1929 Košice – 20. leden 2007 Dolní Lomnice) byl český sochař a medailér. Mezi přáteli byl přezdívaný „Bivoj“.

## Život
Na začátku války se jeho rodina přestěhovala do Náchoda, kde byl otec úředníkem Okresního úřadu. Po absolvování reálného gymnázia v Náchodě (maturoval v r. 1948) studoval Vysokou školu uměleckoprůmyslovou v Praze v sochařském ateliéru Bedřicha Stefana, kde byl dva roky a potom přestoupil na Sochu na Akademii výtvarných umění k profesorovi Otakarovi Španielovi. Na AVU zůstal až do závěru svého studia roku 1953.
Svůj osobitý styl založený na měkkém organickém tvarování si našel ve druhé polovině 60. let. Inspiraci nacházel v přírodě. Přestože žil v Praze na Vinohradech a ateliér měl v Mánesově ulici, nakonec se natrvalo přestěhoval mimo ruch města do Dolní Lomnice u Kunic, kde se mu lépe tvořilo a měl zde svůj přírodní ateliér. Spolu s malíře a grafikem Vratislavem Hlavatým si zde vzal do pronájmu lom, kde ustala těžba, a který později odkoupili. Celé místo proměnil v přírodní oázu, lom se zaplnil vodou, původní dělnické domky opravil a zvelebil kovárnu, kterou přetvořil na haciendu s terasou. Na místo se pravidelně sjížděli herci a umělci. Návštěvníky byli například Pavel Landovský, Ivana Zelníčková (Trumpová) nebo Bohumil Hrabal. Prostředí s pozůstatky těžebních strojů, nebo lano s kladkou, na kterých se hosté spouštěli do vody, později Hrabal zvěčnil ve své novele Obsluhoval jsem anglického krále. V knize sem umístil přepychový hotel milionáře Jana Dítěte. Známá je i historka s Pavlem Landovským, kterému se při návštěvě ulomil zub a večer měl odjíždět na představení, protože měl Slavoj Nejdl jako sochař materiál, zub známému herci provizorně opravil, aby mohl odehrát představení.
Kromě umění byl Slavoj Nejdl velkým sportovcem. V mládí se věnoval řecko-římskému zápasu, házel oštěpem, diskem a kladivem. I po šedesátce stále skákal o tyči. Miloval Krkonoše a Špindlerův Mlýn. V 50. letech 20. století slavil významné úspěchy jako lyžařský reprezentant naší země.
Slavoj Nejdl má dvě děti, syna Borise Nejdla (* 11. leden 1977) a dceru Apolenu Tůmovou (* 5. květen 1981). Byl ženatý s herečkou a tehdejší manekýnou Renatou Tůmovou (* 7. listopad 1938).

## Dílo
Slavoj Nejdl patřil ke generaci československých sochařů, kteří se prosadili v 60. letech s biologickou radikální abstrakcí, kterou úspěšně umísťovali jako monumentální realizace v exteriérech a interiérech tehdy budovaných prestižních staveb. Nejdlova typická morfologie „měkkých forem“ neslouží jen jako ideální doprovod či šperk k přísně geometrickým budovám pozdněmodernistické architektury, ale jsou soběstačnými uměleckými díly. Vyznačují se monumentálními tvary s vnitřním pnutím a výraznou proporcí. Jeho schematické „měkké formy“ čerpají inspiraci ze studia základních přírodních procesů jako růst, rozpad, hroucení, tektonika. Svým nezaměnitelným rukopisem zvelebil řadu parků, exteriérů i interiérů významných budov po celé republice. Nejdl netvořil jen užité umění pro architekturu a pomníky ale uspěl i se svou volnou tvorbou. Reprezentoval české umění na přehlídce českého sochařství v Musée Rodin v Paříži (1968). Ve stejném roce participoval na přehlídce 300 malířů, sochařů, grafiků –  5 generací k 50 letům republiky. Samostatně vystavoval v Galerii bratří Čapků v Praze (1968). Koncem nejen pro Nejdla úspěšných „zlatých 60. let“ se zúčastnil několik sochařských výstav ve veřejném prostoru, které byli tehdejší přehlídkou toho nejodvážnějšího v sochařské produkci u nás a snesli srovnání s tím nejlepším na Západě. Jedná se o 2. sochařskou bilanci v Olomouci v roce 1967, výstavu Socha a město Liberec v roce 1969 a sochařské sympozium ve dřevě „Socha piešťanských parkov" také v roce 1969.

## Realizace ve veřejném prostoru a v rámci architektury

### Karlovy Vary

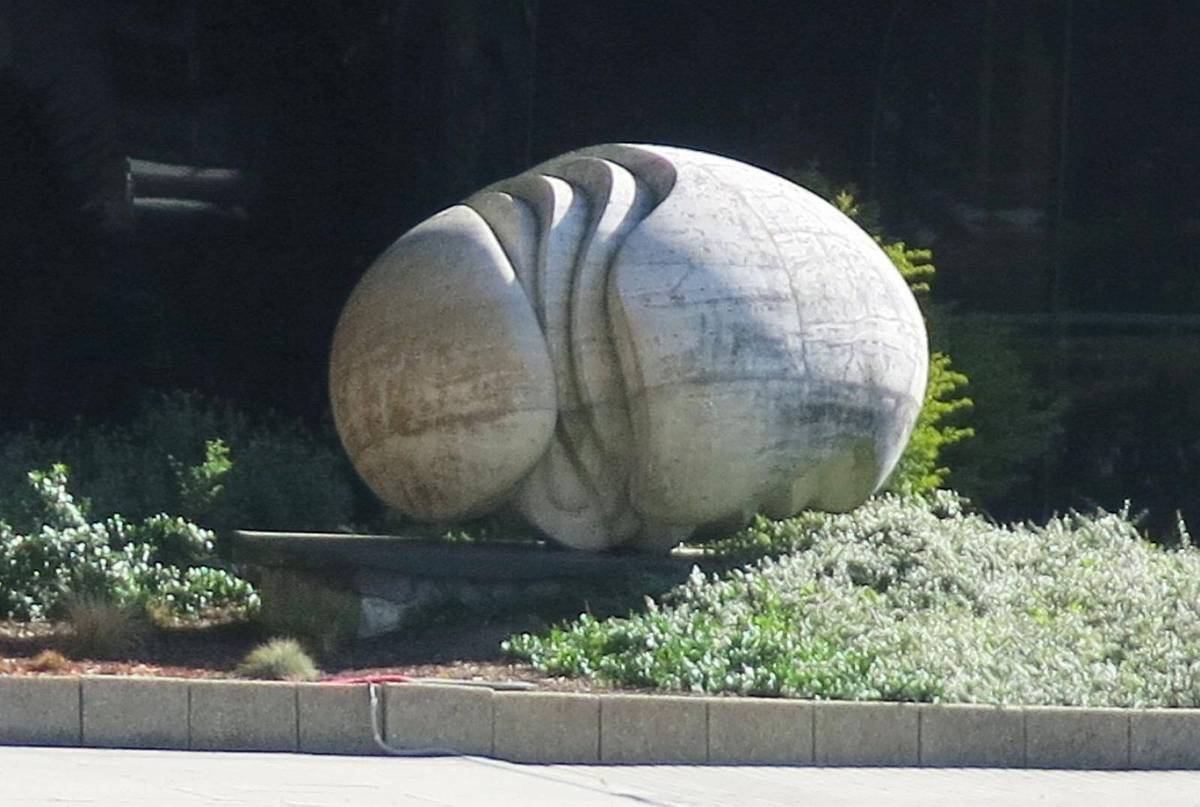
Kamenná plastika u hotelu Thermal v Karlových Varech

Nejdl často spolupracoval s architekty Věrou a Vladimírem Machoninovými a například pro výzdobu hotelu Thermal v Karlových Varech v roce 1977 navrhl vejčitý travertinový objekt osazený při vstupu do hotelu. Ve Vřídelní ulici v Karlových Varech má Nejdl kamennou plastiku Stéla se rty. Modelem pro rty mu stála jeho dcera. Před hotelem Kolonáda je umístěná fontána z mramoru.

### Plzeň
Jeho nejvýznamnějším dílem je Památník obětem fašismu a válek v Plzni z roku 1967. Travertinový blok evokuje skupinu pevně semknutých postav, jakousi zeď proti všem válkám a násilí, které přinášejí Pro Plzeň sochař dále vytvořil mramorovou plastiku Amorfa nebo dílo s motivem vodního ptactva, plastiku nazvanou Letící racci. Dnes již není umístěna ve veřejném prostoru a nachází se v depozitu Správy veřejného statku města Plzně.

### Praha
V 70. letech také vytvořil několik monumentálních realizací pro veřejný prostor na Liberecku a v Praze, mimo jiné je autorem reliéfu stanice Hradčanská pražského metra. Jedna stěna byla tematicky věnována korunovaci Vratislava II. prvním českým králem a historický erbem s českým lvem V této stěně s Nejdlovým reliéfem byla umístěna i kamenná větrací mříž od Prádlera s reliéfem koruny. Další stěna byla věnována novějším dějinám, byl zde vyobrazen český lev z nového znaku na pavéze, nápis „Veškerá moc v ČSSR patří pracujícímu lidu“ a spletence rukou v revolučním gestu. Nápis se později stal předmětem petice, její autor Ondřej Turek požadoval jeho odstranění, což pražský dopravní podnik odmítl.

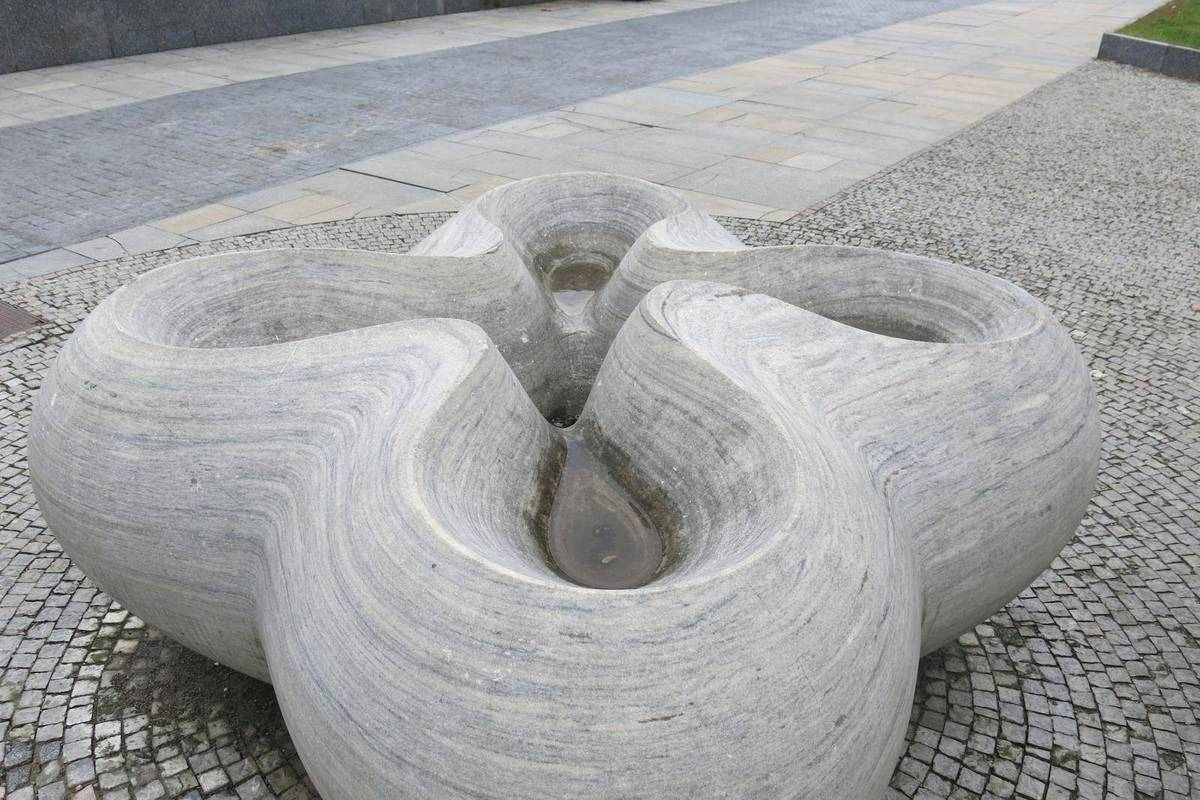
Kamenná plastika na západní terase Kongresového centra

Nejdl zanechal svoji uměleckou stopu v exteriéru Paláce kultury. Nová budova byla vybavena více než dvěma stovkami uměleckých a uměleckořemeslných děl, skvěle designovaným nábytkem, malbami a grafikami. Uplatnění umění ve veřejných stavbách v Československu nařizoval zákon z roku 1965, podle nějž mělo na výtvarná díla připadnout 1–4 % předpokládaných nákladů každé stavby, a celková cena Paláce kultury dosáhla tehdy neuvěřitelných 2,5 miliardy československých korun. Stavba politicky exponovaného Paláce kultury se překvapivě stala místem setkávání umělců režimem protežovaných i těch, kteří se velké přízni netěšili. Slavoj Nejdl vytvořil pro exteriér paláce kultury prameník neboli pítko.
Do interiéru Domu bytové kultury vytvořil v roce 1972 monumentální betonový reliéf, který prochází třemi podlažími. Reliéf byl otisknut z negativní formy vyrobené přímo v dřevěném bednění při odlévání nosné betonové stěny. Tím se stal monumentální abstraktní prvek integrální součástí budovy. Svou modelací, pracující s odlévanou hmotou betonu jako s tématem, je dílo unikátní ukázkou experimentálního procesuálního umění 60. a 70. let 20. století.

### Další díla

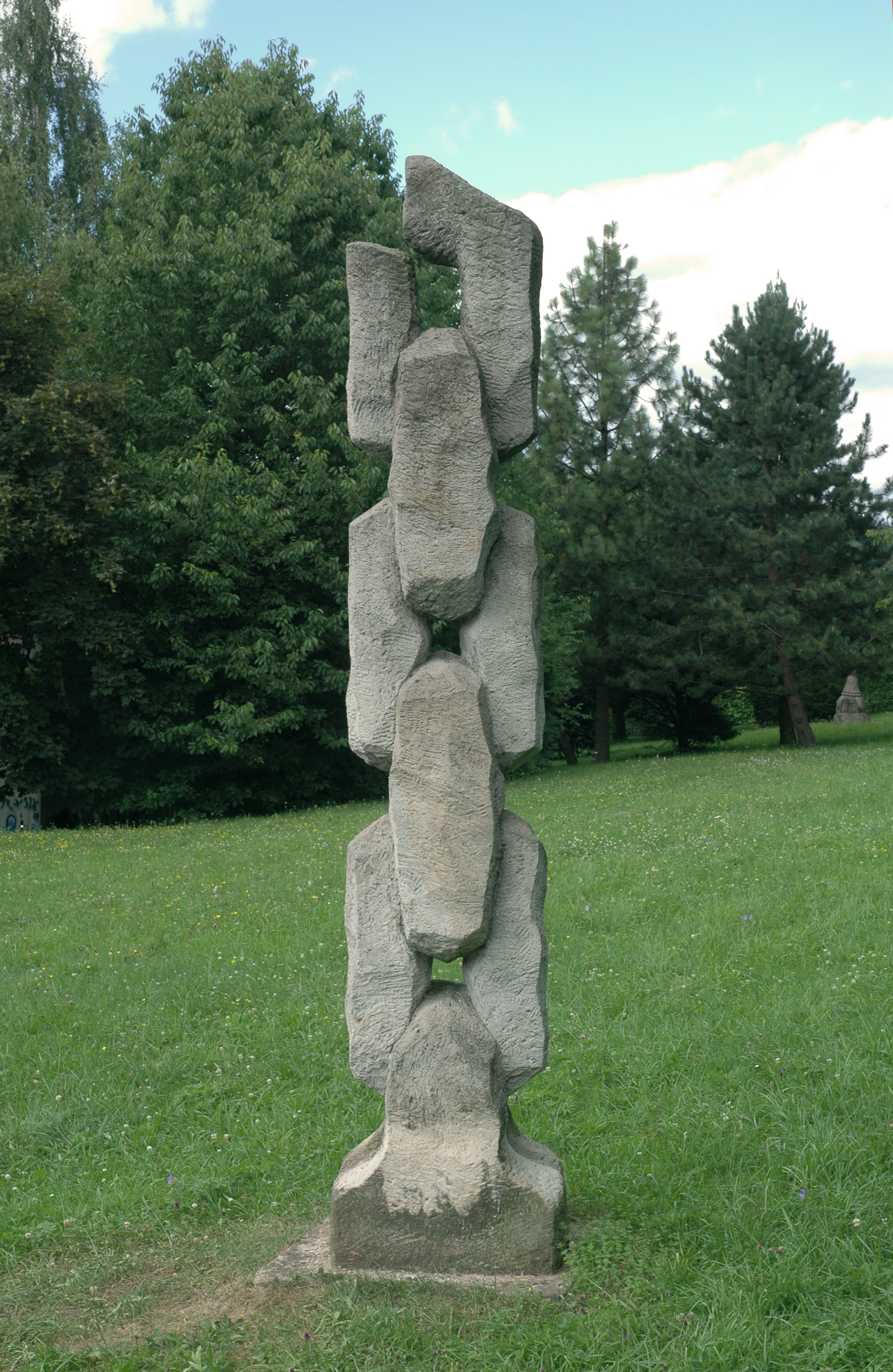
Kamenný řetěz

- Pamětní deska Františka Stupky v Sušici
- Památník osvobození v Klatovech. Abstraktní monumentální forma a obecně pojatý nápis se vyhýbají připomínce osvobození Klatov Američany, aniž by se - jako tomu je u starší pamětní desky M. Pangráce na klatovské radnici - uchylovaly k historické lži připomínáním pouze Rudé armády. Dvojice pylonů oddělených volným prostorem může být dokonce i skrytou narážkou na dvě armády, které Československo osvobodily. V tomto řešení se odráží uvolněnější atmosféra 60. let.[10]
- Mramorový reliéf ve foyeru Hornického domu v Sokolově
- Socha Po válce v Liberci, kterou vytvořil rámci výstavy Socha a město v roce 1969. Plastika stála v posledních letech téměř zapomenutá ve stinném rohu parčíku v Jablonecké ulici. Dílo přesunuli do nedalekého parku Clam-Gallasů. Znovu dostalo i podstavec, který pískovec ochrání před zemní vlhkostí.[11] Slavoj Nejdl po sobě zanechal v Liberci ještě jednu stopu - a to sochu Lidé, kterou je v Růžodole. Jedná se o menší mramorovou verzi plzeňského památníku.
- Mramorové sousoší Geologie v České lípě.
- Socha Objetí v parku u Ferdinandova pramene v Mariánských Lázních.
- Perly před podnikem Jablonex v Jablonci nad Nisou. Další v řadě děl, které ani v době tuhé normalizace nemělo nic společného s tehdejším socialistickým realismem a je odborníky oceňované.[12]

Byl účastníkem hořického sochařského symposia v roce 1993 a na Gothardě zanechal sochu, kterou nazval Řetěz. S jeho prací se můžeme setkat také v horské chatě Výrovka, provedl tam velkou nástěnnou malbu v restauraci.

## Výstavy

### Samostatné výstavy
1968 Galerie bratří Čapků, Praha

### Skupinové výstavy
- 1953 Výstava mladých. Mánes, Praha
- 1955 10 let Československé lidově demokratické republiky ve výtvarném umění. Praha
- 1958 Umění mladých výtvarníků Československa Dům umění města Brna, Brno, Jízdárna Pražského hradu, Praha
- 1958 Česká soudobá medaile a plaketa, Práce z let 1945 - 1958, Galerie Českého fondu výtvarných umění, Praha
- 1959 IV. přehlídka československého výtvarného umění, Jízdárna Pražského hradu, Praha.
- 1964 Kontakt, Osvětová beseda, Aš
- 1966 Výstava medailérů, Moskva
- 1966 Výstava medailérů, Jugoslávie
- 1967 Sochařská bilance 1967, Olomouc
- 1967 Umělci k výročí Října, Bruselský pavilon, Praha
- 1968 300 malířů, sochařů, grafiků pěti generací k 50 letům republiky, Praha
- 1968 I. trienále jihočeských, severočeských a západočeských výtvarných umělců, GVU Cheb
- 1969 Socha a město. Liberec
- 1978 Výtvarné umění v metru, Staroměstská radnice, Rytířský sál, Praha
- 1979 Z komorní tvorby sochařů Prahy 2, Praha
- 1985 Vyznání životu a míru. Přehlídka československého výtvarného umění k 40. výročí osvobození Československa Sovětskou armádou. Praha, Dom kultúry, Bratislava
- 1988 Salon, Praha
- 1993 Výstava současného československého sochařství, Mánes, Praha
- 2009 Socha a město Liberec 1969, Výstava o výstavě, Oblastní galerie v Liberci[14]